# Сан Ђовани Говони (Кунео)
Сан Ђовани Говони је насеље у Италији у округу Кунео, региону Пијемонт.
Према процени из 2011. у насељу је живело 147 становника. Насеље се налази на надморској висини од 396 м.